# Gimbrède
Gimbrède (gaskognisch Gimbreda) ist eine französische Gemeinde mit 285 Einwohnern (Stand 1. Januar 2022) im Département Gers in der Region Okzitanien; sie gehört zum Arrondissement Condom und zum Gemeindeverband Lomagne Gersoise. Die Bewohner nennen sich Gimbrédois/Gimbrédoises.

## Geografie
Gimbrède liegt an einem Hang rund 45 Kilometer nordnordöstlich der Stadt Auch im Norden des Départements Gers. Die Gemeinde besteht aus dem Dorf Gimbrède, mehreren Weilern sowie zahlreichen Einzelgehöften. Das Gemeindegebiet wird im Osten vom Fluss Auroue durchquert, im Westen verläuft der Estressol mit seinem späteren Zufluss Les Marenques. Verkehrstechnisch liegt die Gemeinde an der D561 mehrere Kilometer südlich der A62.

## Geschichte
Der Ort liegt in der Brulhois, die im Mittelalter eine Vizegrafschaft war. Gimbrède gehörte von 1793 bis 1801 zum District Lectoure, zudem lagen Gimbrède und Rouillac von 1793 bis 2015 im Wahlkreis (Kanton) Miradoux. Die Gemeinde war von 1801 bis 1926 dem Arrondissement Lectoure zugeteilt. Dieses wurde 1926 aufgelöst und die Gemeinde Teil des Arrondissements Condom. Im Jahr 1823 wurde die bis dahin selbständige Gemeinde Rouillac (auch Rouilhac; 1821: 188 Einwohner) eingegliedert.

## Bevölkerungsentwicklung
| Jahr                       | 1962 | 1968 | 1975 | 1982 | 1990 | 1999 | 2006 | 2014 | 2020 |
| Einwohner                  | 409  | 365  | 315  | 292  | 285  | 287  | 317  | 304  | 272  |
| Quellen: Cassini und INSEE |      |      |      |      |      |      |      |      |      |

## Sehenswürdigkeiten
- Burg Rouillac aus dem 14. Jahrhundert
- Kirche Saint-Georges in Gimbrède
- Kapelle Saint-Jacques in Rouillac, Monument historique seit 1990
- ehemalige Kommende der Templer
- Denkmal für die Gefallenen[1]
- mehrere Wegkreuze und Madonnenstatuen
- Lavoir (ehemaliges Waschhaus)

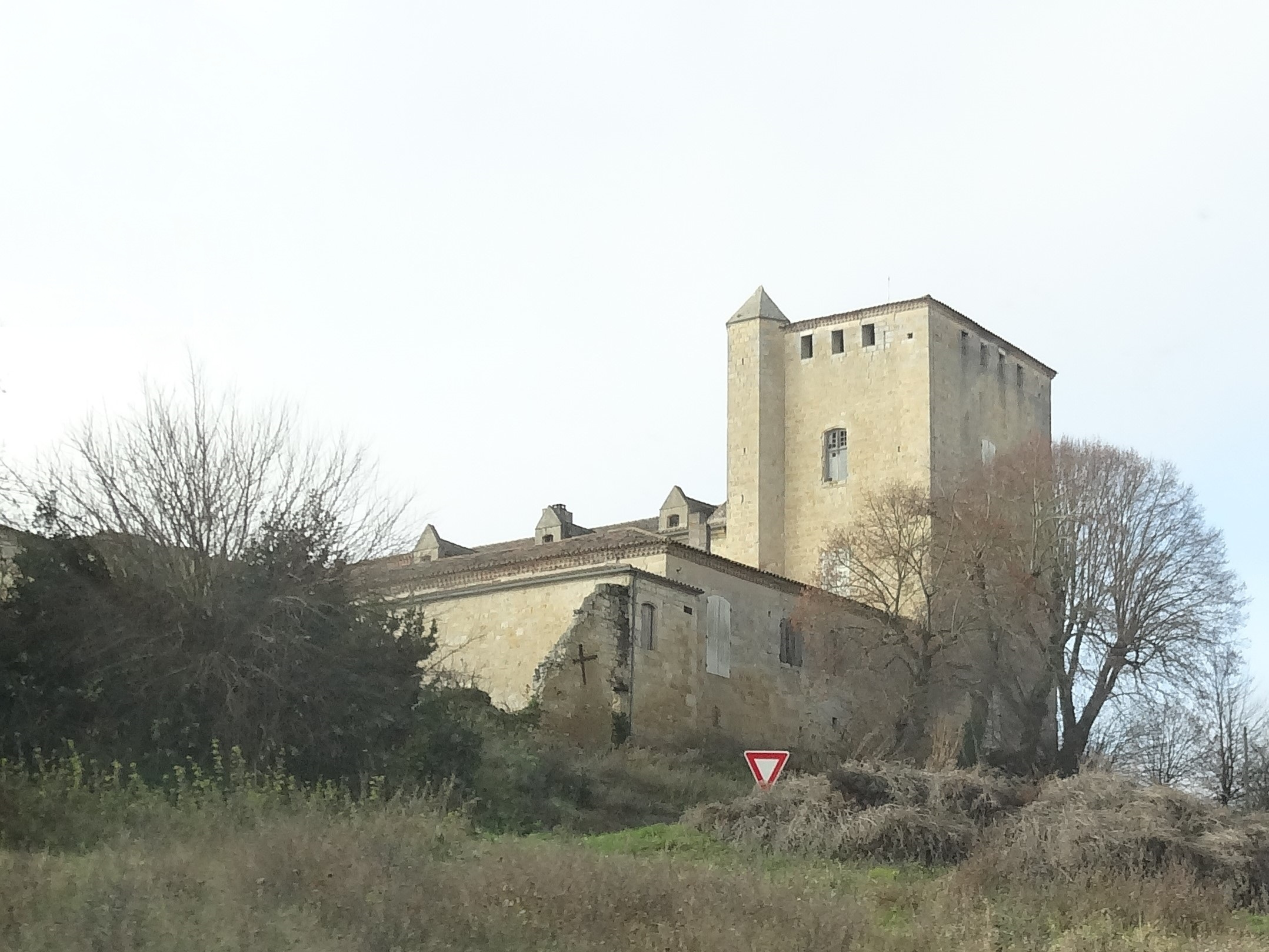
Château de Rouillac
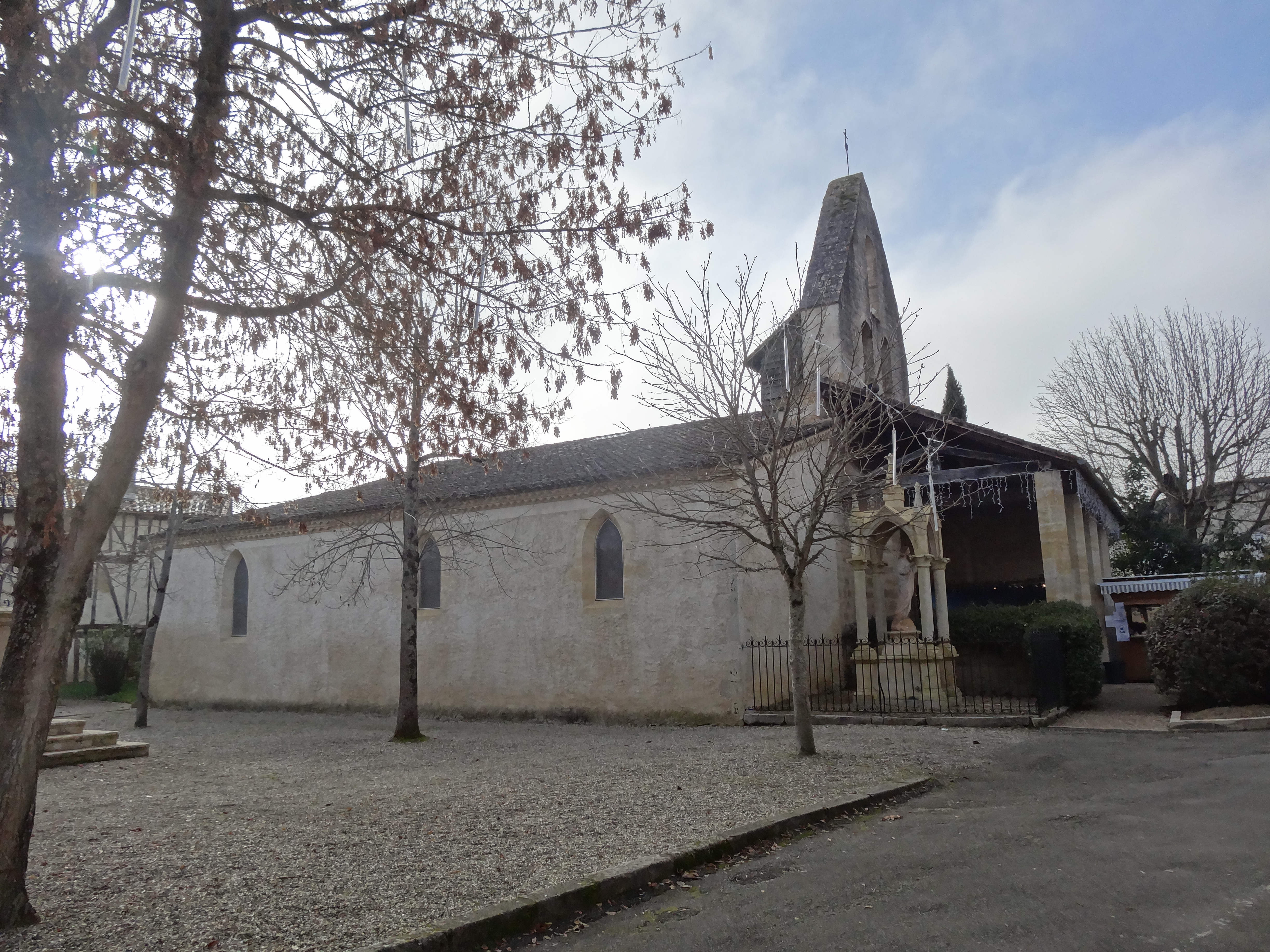
Kirche Saint-Georges
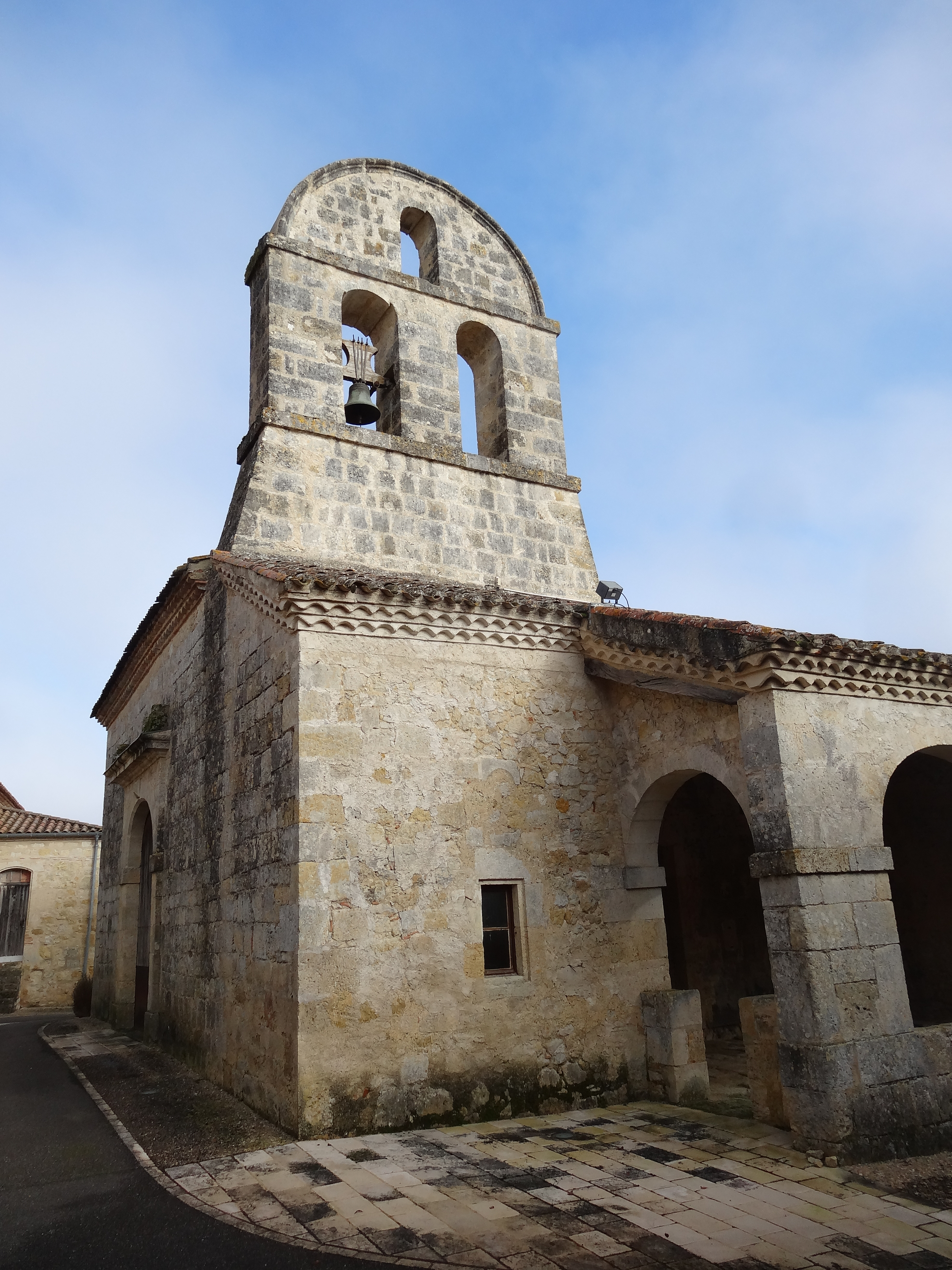
Kapelle Saint-Jacques
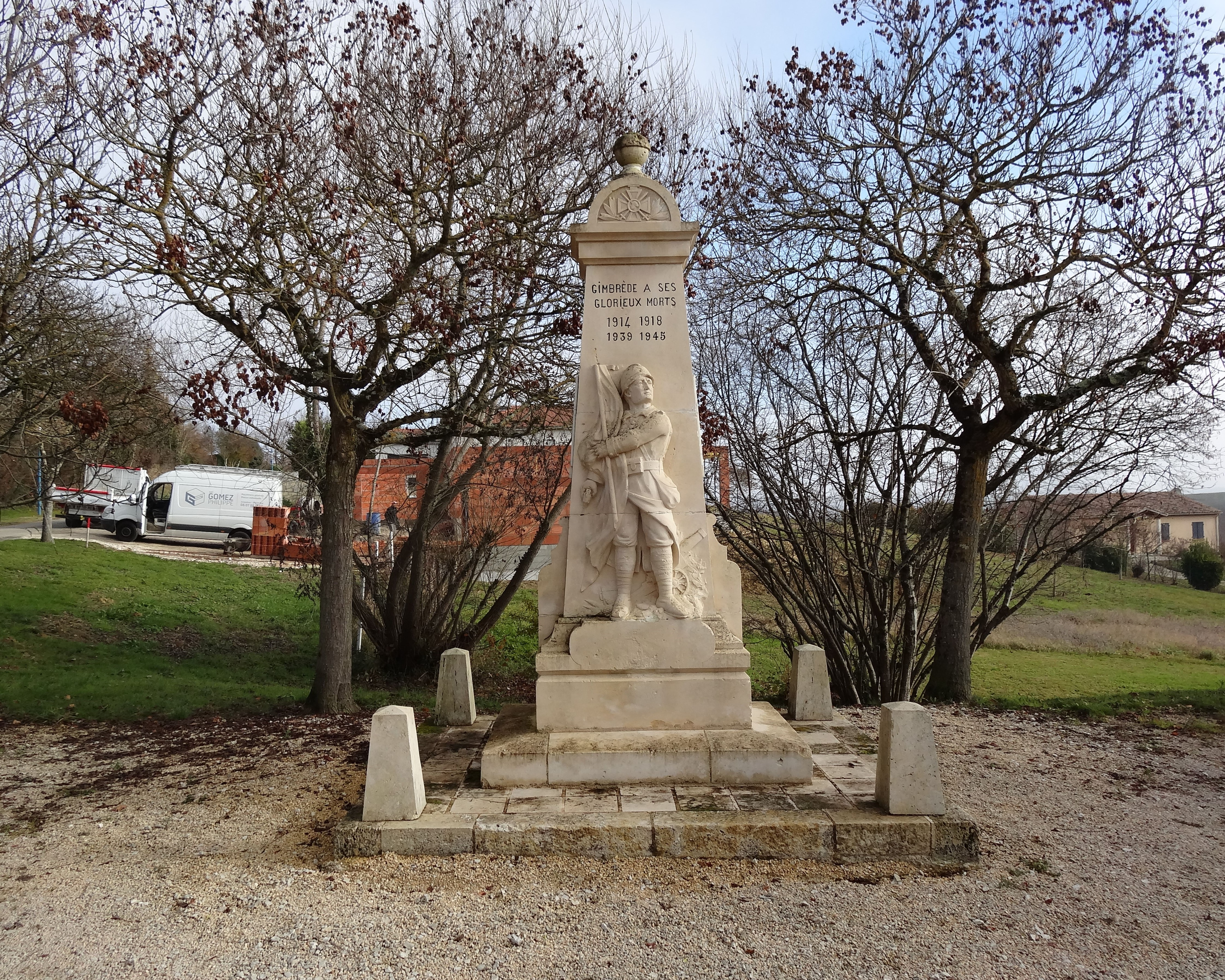
Gefallenendenkmal
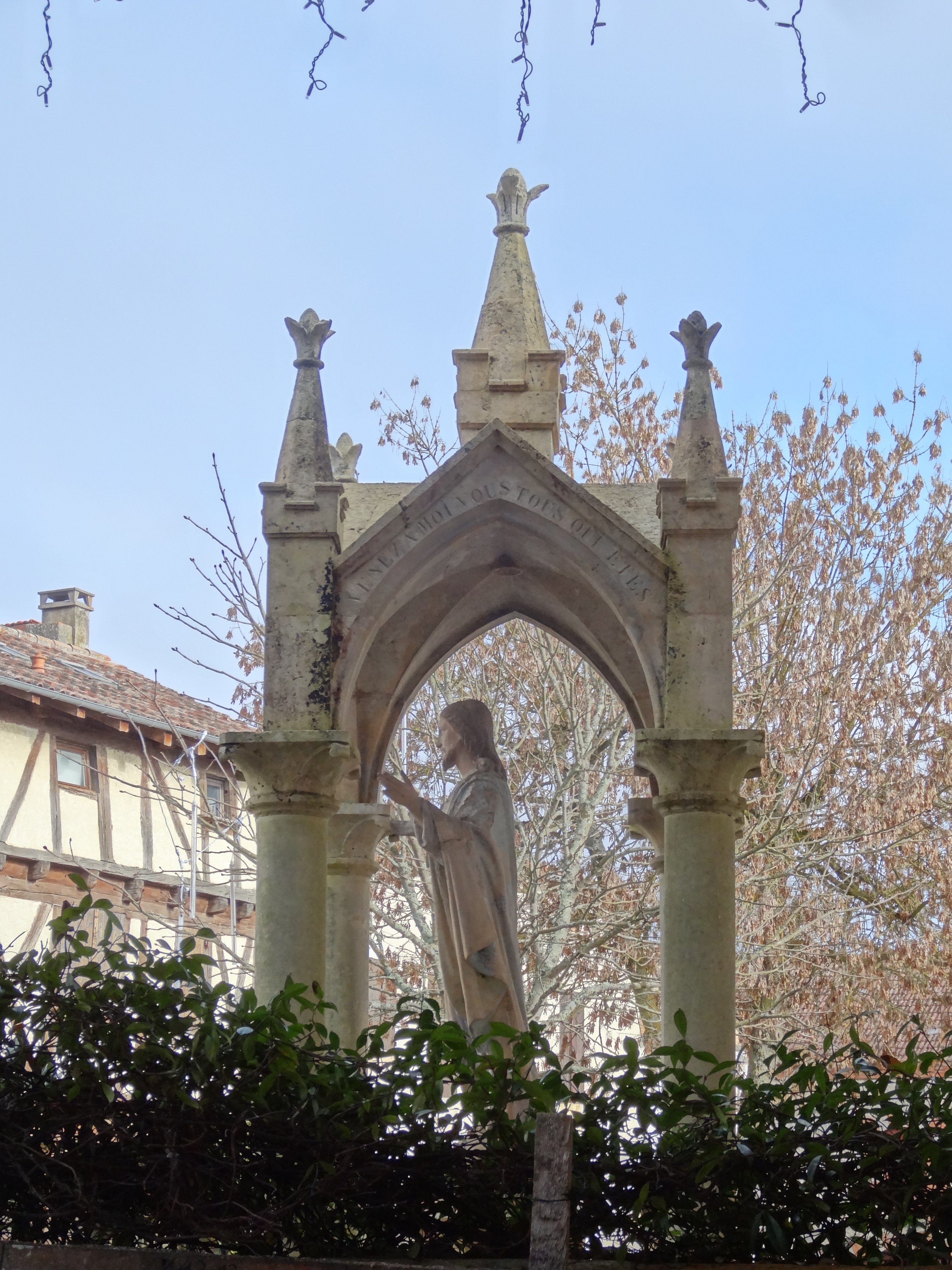
Christusstatue
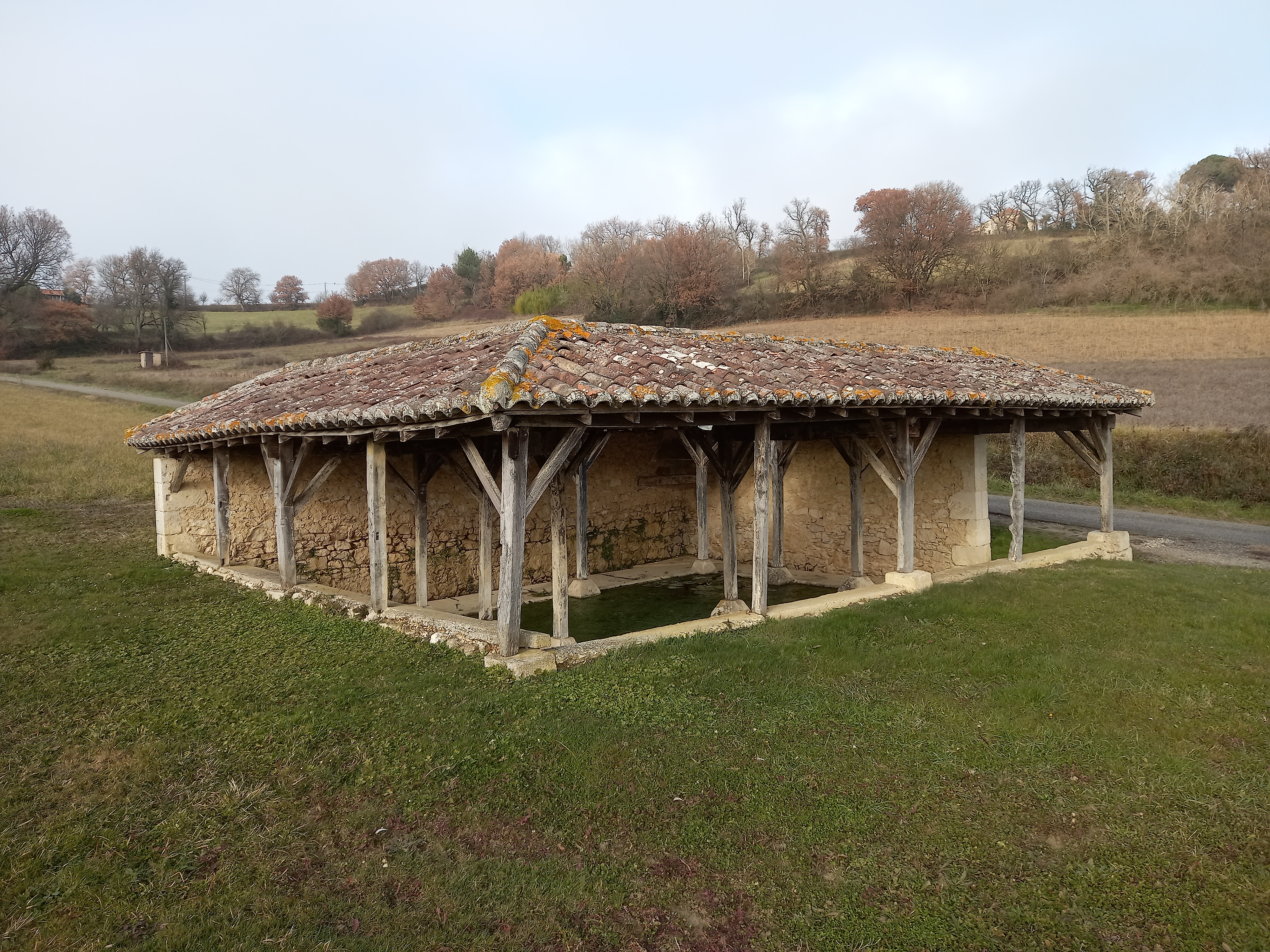
Ehemaliges Waschhaus